# Meihua, Lechang
Meihua är en köping i sydöstra Kina. Den ligger i Lechang i staden Shaoguan i provinsen Guangdong, omkring 230 kilometer norr om provinshuvudstaden Guangzhou. Antalet invånare är 35 762. Befolkningen består av 17 691 kvinnor och 18 071 män. Barn under 15 år utgör 28,0 %, vuxna 15-64 år 61 %, och äldre över 65 år 9,0 %.